# Клебанов, Дмитрий Львович
Дми́трий Льво́вич Клеба́нов (при рождении Дми́трий Ле́йбович; 12 (25) июля 1907, Харьков — 5 июня 1987, там же) — украинский советский композитор, дирижёр и музыкальный педагог. Заслуженный деятель искусств УССР (1967).

## Биография
Родился в 1907 году в Харькове, в мещанской семье города Борисова Минской губернии, в которой был старшим ребёнком. Его родители Лейб Беркович (Лев Борисович) Клебанов (1878—?) и Сарра Мееровна Воробейчик (1881—?), зубной врач, заключили брак в Харькове 26 декабря 1906 года.
С шести лет обучался игре на скрипке, с семи — в Харьковском музыкальном училище. В 1926 году окончил Харьковский музыкально-драматический институт (теоретико-композиторский факультет) по классу композиции С. С. Богатырёва. Также посещал высшие дирижёрские курсы в Харькове, где учился у Г. Б. Адлера.
В 1927—1928 годах — артист оркестра (альтист) Театра оперы и балета имени С. М. Кирова в Ленинграде. В 1928—1931 годах — дирижёр театра «Весёлый пролетарий», Театра музыкальной комедии, Театра революции в Харькове. В 1931—1934 годах — дирижёр Симфонического оркестра Украинского Радиокомитета.
С 1934 года преподавал композицию в Харьковской консерватории (с 1940 доцент, с 1960 профессор, в 1970—1973 заведующий кафедрой композиции и инструментовки). Среди учеников: М. Карминский, В. Губаренко, И. Польский, В. Птушкин, Б. Яровинский, Владимир Золотухин, Валентин Бибик, Виктор Суслин и другие.
В 1941—1943 годах в эвакуации в Ташкенте, куда эвакуировался с семьёй и родителями. Доцент Института повышения квалификации работников искусств Узбекистана. Младший брат Борис Львович (Лейбович) Клебанов (1917—1945), начальник химической службы 124 Гвардейского артиллерийского полка 52 Гвардейской стрелковой рижской дивизии, кавалер ордена Красной Звезды (1945), погиб 1 мая 1945 года в боях под Аренсфельде.
С 1933 года — член Правления, в 1945—1949 годах — председатель Правления Харьковского отделения Союза композиторов УССР, избирался членом Правления СК УССР.
В 1945 году, вернувшись в освобождённый Харьков, он создаёт свою 1-ю симфонию «Памяти мучеников Бабьего Яра». После запрета на исполнение симфонии был отстранён от должности председателя Харьковской организации Союза композиторов, что означало фактический запрет на профессиональную деятельность. Лишь через 45 лет после написания симфонии, в 1990, году в Киеве состоялась премьера.
В 1965 году — председатель жюри Украинского республиканского конкурса скрипачей и виолончелистов. В 1966 году — член жюри III Международного конкурса имени П. И. Чайковского в Москве.

## Награды
- орден «Знак Почёта» (24.11.1960).
- заслуженный деятель искусств УССР (1967).

## Сочинения
Оперы — «Аистёнок» (либретто Мойше Пинчевского, 1934), «Единой жизнью» (1937), «Василий Губанов» (1966), «Красные казаки» (1970), «Маевка» (1975).
Балеты — «Аистёнок» (1937), «Светлана» (1939). Музыкальные комедии. 9 симфоний (первая «Бабий яр» 1945). Концерты для скрипки с орк., виолончели с орк., альта с орк. и др. 6 струнных квартетов, 2 трио, квинтет, вокальные циклы на стихи Г. Гейне, Т. Шевченко, А. С. Пушкина, древних японских поэтов и др. Камерные ансамбли, инструментальные пьесы, хоры, романсы, песни, музыка для драматического театра и кино.
Автор монографий «Искусство инструментовки» и «Мастерство инструментовки».
Музыка для кинофильмов «Подвиг разведчика», «Майская ночь», «Флаги на башнях», «Самолёт уходит в 9», «Буковина — земля украинская».

## Дискография
- Arc Ensemble. Chamber Works: String Quartet № 4 (1946); Trio № 2 (1958); String Quartet № 5 (1965). Chandos, 2021.